# Israelitische Kultusgemeinde Baden

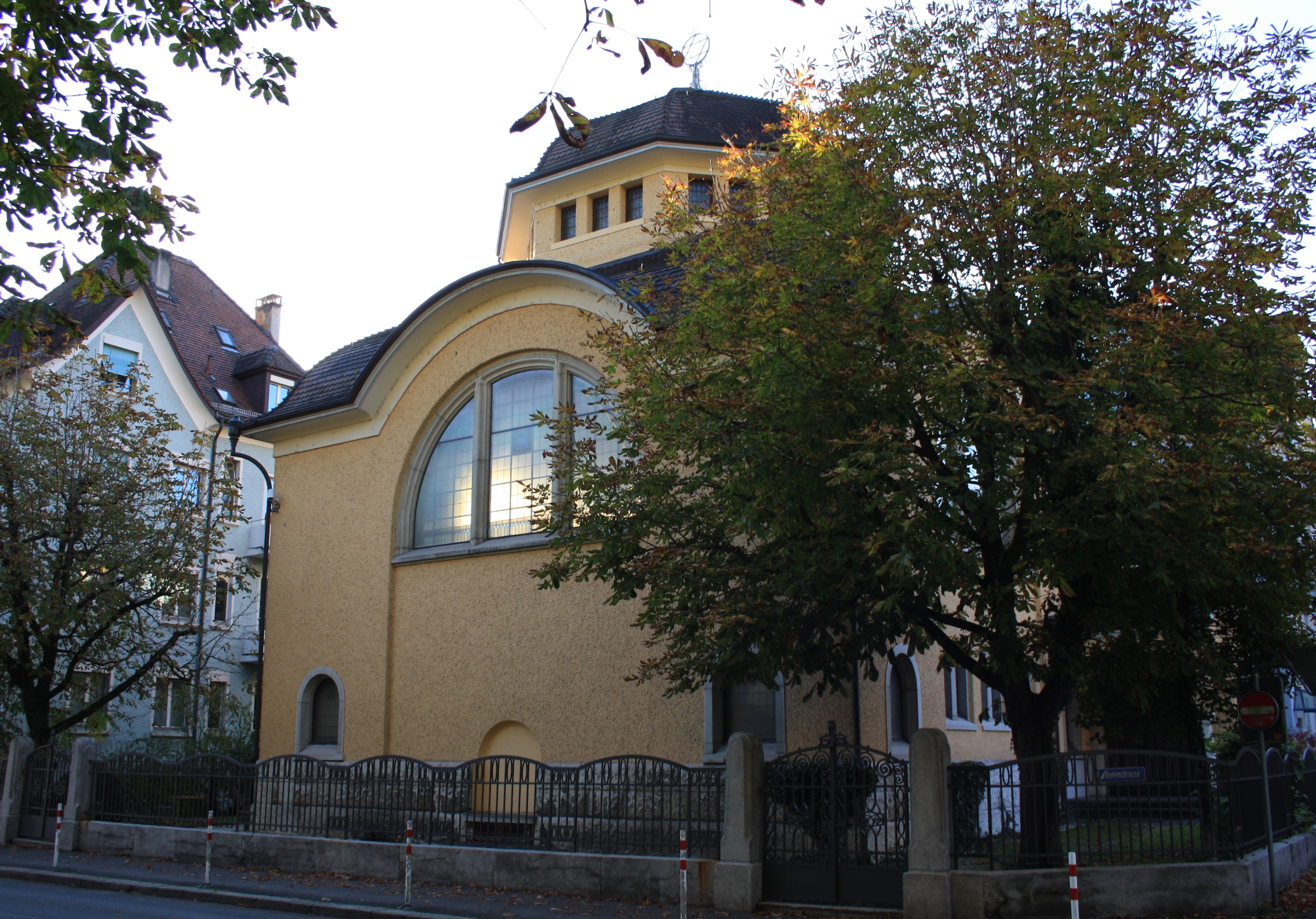
Die Synagoge der IKG Baden an der Parkstrasse 17

Die Israelitische Kultusgemeinde Baden (IKGB) ist eine jüdische Gemeinde mit orthodox-aschkenasischem Ritus in Form einer Einheitsgemeinde in Baden in der Schweiz mit gut 100 Mitgliedern (Oktober 2010). Sie verfügt über eine Synagoge mit Gemeindezentrum an prominenter Lage an der Parkstrasse gegenüber dem Kurhaus Baden sowie über einen Friedhof.
Die Gemeinde bietet u. a. einen Minjan an Freitagabenden, am Schabbatmorgen und an allen wichtigen Feiertagen, Schiurim, Vorträge und Veranstaltungen aller Art. Sie ist nicht nur religiöser, sondern auch «sozialer Kristallisationspunkt der in Baden und Region lebenden jüdischen Menschen». Die Israelitische Kultusgemeinde Baden ist Mitglied des Schweizerischen Israelitischen Gemeindebundes (SIG).

## Geschichte
Juden durften sich im 18. Jahrhundert in der Schweiz nur in der Grafschaft Baden, und dort seit 1776 nur noch in den beiden Surbtaler Bauerndörfern Endingen und Lengnau niederlassen. Sie galten als Fremde ohne Bürgerrecht, durften keine Liegenschaften erwerben, Innungen nicht beitreten und waren infolgedessen weitgehend auf Handels- und Hausierberufe beschränkt. Der 1803 geschaffene Kanton Aargau behielt diese rechtlichen Benachteiligungen in seinem «Judengesetz» vom 5. Mai 1809 und in einem Änderungsgesetz von 1846 mit nur geringfügigen Milderungen bei, auch die Bundesverfassung von 1848 verweigerte ihnen die bürgerliche und religiöse Gleichberechtigung. Erst ein Bundesratsbeschluss von 1856 gestand ihnen die bürgerliche Gleichberechtigung zu, die im Aargau erst 1863 umgesetzt wurde. Die Niederlassungsfreiheit war jedoch bis 1862 noch an die Genehmigung der Gemeinderäte gebunden und blieb bis 1874 weiteren Einschränkungen für ausländische Juden unterworfen.
Durch Ausnahmebewilligungen kam es seit den 1840er Jahren zur Niederlassung von Juden in christlichen Gemeinden ausserhalb der beiden «Judendörfer», und schon 1850 sollen in Baden und Ennetbaden über 200 Juden, ein Anteil von 4,8 % der Gesamtbevölkerung, gewohnt haben. Sieben dieser Neubürger gründeten am 9. Juni 1859 den Cultusverein Baden, der sich «die Pflege des Cultus, insbesondere Einrichtung eines gemeinsamen Gottesdienstes und religiöse Unterweisung der Jugend» zur Aufgabe machte. Bald folgten die Gründung einer Frauenvereinigung, einer Wohltätigkeitsvereinigung sowie die eines Kegelclubs. In den ersten Jahrzehnten fanden die Gottesdienste noch in gemieteten Räumlichkeiten statt, u. a. im Bernerhaus sowie später im zunächst der Familie Bernhard Guggenheims gehörenden «Kaufhaus Schlossberg» (heute Manor) und im Restaurant «Krone».
Am 7. Dezember 1877 richtete die Gemeinde an den Regierungsrat des Kantons Aargau das Gesuch, der von den örtlichen Behörden bereits genehmigten Anlage eines eigenen Friedhofs zuzustimmen. Die Direktion des Inneren befürwortete das Gesuch, da einerseits aus sanitären Gründen eine Verbringung der Leichname verstorbener Gemeindemitglieder auf den vorhandenen jüdischen Friedhof von Endingen-Lengnau nicht gewünscht war und andererseits respektiert wurde, dass «Juden aus religiösen Gründen sich nun einmal nicht dazu verstehen können, ihre Toten christlichen Friedhöfen anzuvertrauen». Die Zustimmung wurde am 22. Februar 1878 erteilt und 1879 dann das Kerngrundstück des Friedhofes im Liebenfels-Quartier erworben.
In den Jahren 1887–1889 spielte die Badener Gemeinde eine herausragende Rolle bei dem Versuch, im Bundesrat eine Aufhebung des Schächtverbots zu erwirken, das im Aargau seit 1854 bestand und nur für die Gemeinden von Lengnau und Endingen seit 1855 eine Ausnahmeregelung vorsah. Die Verurteilung dreier Badener Metzger 1887 wegen Verstosses gegen dieses Verbot, aber auch ähnliche Vorgänge 1884 im Kanton Bern sowie Initiativen von Schweizer Tierschutzvereinen für ein allgemeines Schächtungsverbot boten den Anlass für die Badener Initiative, der sich weitere Gemeinden anschlossen, und die auch durch eine Petition von 1047 jüdischen Bürgern aus 36 schweizerischen Ortschaften unterstützt wurde. Vertreten wurde die Badener Gemeinde durch den unter seinem Pseudonym «Judäus» später auch als literarischer Autor bekannt gewordenen Herz Naftali Ehrmann (1849–1918), der sich bereits während seiner Tätigkeit als Rabbiner einer Trierer Gemeinde 1885 durch eine Streitschrift über Tier-Schutz und Menschen-Trutz als Experte ausgewiesen hatte, im selben Jahr als Bezirksrabbiner nach Baden berufen wurde und 1887 die Abfassung der Petition für die Kultusgemeinde übernahm. Nachdem umfangreiche Stellungnahmen von Medizinern und anderen Fachleuten sowie Berichte schweizerischer Botschaften im Ausland über die dortigen Regelungen eingeholt worden waren, traf der Bundesrat 1889 die Entscheidung, dass das Schächten bei Einhaltung der geeigneten «Vorsichts- und Schutzmassregeln» nicht als Tierquälerei zu bewerten und ein unbedingtes Verbot deshalb abzulehnen, aber die Bedingungen und Massregeln, an die die Erlaubnis des Schächtens gebunden sein sollte, den örtlichen Gesetzen und polizeilichen Vorschriften zu überlassen seien. Die Badener sahen sich durch diesen Beschluss berechtigt, die Ausnahmeregelung von 1855 auch auf ihre Gemeinde anzuwenden, und hatten damit auch zunächst Erfolg, bis aufgrund einer neuerlichen Gegeninitiative mit dem Artikel 25bis ein unbedingtes Schächtungsverbot in die Bundesverfassung aufgenommen und die Ausnahmeregelung von 1855 am 16. März 1894 durch den Aargauer Grossen Rat abgeschafft wurde.
Den unmittelbaren Anlass zum Bau der eigenen Synagoge bildete – auf Basis der verstärkten jüdischen Zuwanderung aus Endingen, Lengnau sowie aus Osteuropa – eine drastische Mieterhöhung für die bisher genutzten Räume im «Kaufhaus Schlossberg» im Jahr 1910. Am 2. September 1913 wurde die Synagoge – erbaut von den Architekten Otto Dorer (1851–1920) und Adolf Füchslin (1850–1925) – eingeweiht. Bei der Feier zitierte Stadtammann Josef Jäger die «Ringparabel» aus «Nathan der Weise». Die Kultusgemeinde zählte damals über 300 Mitglieder, was gleichzeitig ihren Höhepunkt markierte. Bald darauf begann die Mitgliederzahl zu sinken, was vor allem damit zusammenhing, dass zahlreiche Juden nach Zürich wegzogen.
In den 1930er Jahren waren auch die Badener Juden verstärkt von Antisemitismus betroffen. 1938 rief die Kultusgemeinde zu Spenden für die jüdische Flüchtlingshilfe auf, die in finanzielle Not geraten war. Während des Zweiten Weltkriegs engagierte sich der Frauenverein der Kultusgemeinde für jüdische Flüchtlinge und half dabei, einige bei Privaten zu verstecken. Ein solcher Vorgang wird beispielsweise im Roman Die Wirtin der aus Baden stammenden Autorin Rosemarie Keller beschrieben. Zu Beginn der 1950er Jahre war die Israelitische Kultusgemeinde nur noch etwa einen Zehntel so gross wie vier Jahrzehnte zuvor. Die Mitgliederzahl nahm danach wieder kontinuierlich zu; im Jahr 2013 betrug sie etwa 140 Personen. Nach 100-jähriger Unterbrechung hatte die Gemeinde von 2004 bis 2018 wieder einen fest angestellten Rabbiner.